# Accord relatif à une juridiction unifiée du brevet
L’accord relatif à une juridiction unifiée du brevet est le traité établissant la juridiction unifiée du brevet (JUB) entre certains États membres. En tant que juridiction participant à l'interopérabilité du droit de l'Union européenne, la juridiction est similaire à la Cour de justice Benelux. La proposition d'origine, qui partageait des similarités avec l'accord sur le règlement des litiges en matière de brevets européens, et qui incluait des États non-membres, a été déclaré incompatible avec le droit de l'Union par la Cour de justice de l'Union européenne, car la Cour n'aurait pas été entièrement dans le système légal de l'Union européenne, et par conséquent sans possibilité de poser des questions préjudicielles à la Cour de justice de l'Union. En conséquence, la Cour fut établie par un traité intergouvernemental entre les États participants hors du cadre de l'Union, mais seulement ouverte aux États participant à celle-ci.
La juridiction unifiée du brevet (JUB) est entrée en vigueur le 1er juin 2023.

## Signature
L'accord a été signé le 19 février 2013 à Bruxelles par 25 États dont 23 États impliqués dans le brevet unitaire (tous sauf la Bulgarie et la Pologne), et par l'Italie. L'adhésion à l'accord est possible pour tous les États membres de l'Union européenne mais pas aux autres parties à la Convention européenne sur les brevets. La Bulgarie a signé l'accord le 5 mars, après avoir finalisé le processus internes,. Cependant, la Pologne a décidé d'attendre pour voir comment le système de brevet fonctionne avant de rejoindre l'accord car l’État craignait de voir son économie en pâtir. Alors que l'Italie ne participe pas au règlement sur le brevet unitaire, la signature de l'accord sur la JUB permettra à la juridiction de prendre connaissance des brevets traditionnels octroyé par l’État. L'Espagne et la Croatie (cette dernière ayant adhéré à l'Union européenne en juillet 2013) sont les seuls États membres à ne participer ni à la JUB ni au brevet unitaire. En tant que membres de l'Union européenne, ils ont toutefois la possibilité de rejoindre le système à tout moment.

## Ratification
L'accord est entré en vigueur le 1er juin 2023, dans 18 États membres l'ayant ratifié. Les 6 États restants peuvent ratifier le texte à tout moment.
L'entrée en vigueur, effective depuis le 1er juin 2023, était conditionnée à la ratification de 13 États, dont les trois États où le plus de brevets européens sont enregistrés, soit, à l'époque, l'Allemagne, la France et le Royaume-Uni. Or, le Royaume-Uni, qui avait ratifié le texte en 2018, a décidé de retirer sa signature en avril 2020, suite au Brexit. L'Italie, devenu troisième pays avec le plus de brevets européens, avait ratifié le texte dès février 2017. Il restait donc la ratification allemande, qui a été retardée à la suite de l'attaque du texte par des citoyens devant la Cour constitutionnelle allemande en 2017. Cette attaque ayant été rejetée en 2021, le Président fédéral allemand a pu ratifier le texte en février 2023, ouvrant ainsi le compte à rebours pour l'entrée en vigueur.

### Tableau des ratifications
(mai 2025).
| Signataire             | Date de signature | Institution                    | Date de conclusion | Majorité nécessaire | Pour                          | Contre                        | Abst.                         | Déposé          | Réf. |
| ---------------------- | ----------------- | ------------------------------ | ------------------ | ------------------- | ----------------------------- | ----------------------------- | ----------------------------- | --------------- | ---- |
| Allemagne              | 19 février 2013   | Bundesrat                      | 18 décembre 2020   | 66,6 %              |                               |                               |                               |                 |      |
| Allemagne              | 19 février 2013   | Bundestag                      | 26 novembre 2020   | 66,6 %              | 570                           | 72                            | 2                             |                 |      |
| Allemagne              | 19 février 2013   | Signature du président fédéral |                    |                     |                               |                               |                               |                 |      |
| Autriche               | 19 février 2013   | Conseil fédéral                | 18 juillet 2013    | 50 %                | Approbation de la majorité    | Approbation de la majorité    | Approbation de la majorité    | 6 août 2013 ,!  |      |
| Autriche               | 19 février 2013   | Conseil national               | 6 juillet 2013     | 50 %                | Approbation de la majorité ,! | Approbation de la majorité ,! | Approbation de la majorité ,! | 6 août 2013 ,!  |      |
| Autriche               | 19 février 2013   | Signature du président fédéral |                    | -                   |                               |                               |                               | 6 août 2013 ,!  |      |
| Belgique               | 19 février 2013   | Sénat                          | 13 mars 2014       | 50 %                | 46                            | 8                             | 0                             | ,!              |      |
| Belgique               | 19 février 2013   | Chambre des représentants      | 23 avril 2014      | 50 %                | 107                           | 19                            | 0 ,!                          | ,!              |      |
| Belgique               | 19 février 2013   | Consentement royal             |                    | -                   |                               |                               |                               | ,!              |      |
| Bulgarie               | 5 mars 2013       | Assemblée nationale            |                    |                     |                               |                               |                               |                 |      |
| Bulgarie               | 5 mars 2013       | Signature du président         |                    | -                   |                               |                               |                               |                 |      |
| Chypre                 | 19 février 2013   | Chambre des représentants      |                    |                     |                               |                               |                               |                 |      |
| Chypre                 | 19 février 2013   | Signature du président         |                    | -                   |                               |                               |                               |                 |      |
| Danemark               | 19 février 2013   | Référendum                     | 25 mai 2014        | 50 %                | 62,5%                         | 37,4%                         | 0                             | !               |      |
| Danemark               | 19 février 2013   | Folketing                      | 29 avril 2014      | 50 %,               | 90                            | 21                            | 0 ,!                          | !               |      |
| Consentement royal     |                   | -                              |                    |                     |                               |                               |                               |                 |      |
| Estonie                | 19 février 2013   | Riigikogu                      |                    |                     |                               |                               |                               |                 |      |
| Estonie                | 19 février 2013   | Signature du président         |                    | -                   |                               |                               |                               |                 |      |
| Finlande               | 19 février 2013   | Eduskunta                      |                    |                     |                               |                               |                               |                 |      |
| Finlande               | 19 février 2013   | Signature du président         |                    | -                   |                               |                               |                               |                 |      |
| France                 | 19 février 2013   | Assemblée nationale            | 13 février 2014    | 50 %,               | Approuvé                      | Approuvé                      | Approuvé                      | 14 mars 2014 ,! |      |
| France                 | 19 février 2013   | Sénat                          | 21 novembre 2013   | 50 %,               | Approuvé à la majorité ,!     | Approuvé à la majorité ,!     | Approuvé à la majorité ,!     | 14 mars 2014 ,! |      |
| France                 | 19 février 2013   | Signature du président         | 24 février 2014    | -                   | Signé !                       | Signé !                       | Signé !                       | 14 mars 2014 ,! |      |
| Grèce                  | 19 février 2013   | Parlement                      |                    |                     |                               |                               |                               |                 |      |
| Grèce                  | 19 février 2013   | Président                      |                    | -                   |                               |                               |                               |                 |      |
| Hongrie                | 19 février 2013   | Assemblée nationale            |                    |                     |                               |                               |                               |                 |      |
| Hongrie                | 19 février 2013   | Président                      |                    | -                   |                               |                               |                               |                 |      |
| Irlande                | 19 février 2013   | Référendum                     |                    | 50 %,               |                               |                               |                               |                 |      |
| Irlande                | 19 février 2013   | Dáil Éireann                   |                    | 50 %                |                               |                               |                               |                 |      |
| Irlande                | 19 février 2013   | Seanad Éireann                 |                    | 50 %                |                               |                               |                               |                 |      |
| Irlande                | 19 février 2013   | Président                      |                    | -                   |                               |                               |                               |                 |      |
| Italie                 | 19 février 2013   | Chambre des députés            |                    |                     |                               |                               |                               |                 |      |
| Italie                 | 19 février 2013   | Sénat                          |                    |                     |                               |                               |                               |                 |      |
| Italie                 | 19 février 2013   | Signature du président         |                    | -                   |                               |                               |                               |                 |      |
| Lettonie               | 19 février 2013   | Saeima                         |                    |                     |                               |                               |                               |                 |      |
| Lettonie               | 19 février 2013   | Signature du président         |                    | -                   |                               |                               |                               |                 |      |
| Lituanie               | 19 février 2013   | Seimas                         |                    |                     |                               |                               |                               |                 |      |
| Lituanie               | 19 février 2013   | Signature du président         |                    | -                   |                               |                               |                               |                 |      |
| Luxembourg             | 19 février 2013   | Chambre des députés            |                    |                     |                               |                               |                               |                 |      |
| Luxembourg             | 19 février 2013   | Signature du Grand-duc         |                    | -                   |                               |                               |                               |                 |      |
| Malte                  | 19 février 2013   | Chambre des députés            | 21 janvier 2014    | 50 %                | Unanimement                   | Unanimement                   | Unanimement                   | ,!              |      |
| Pays-Bas               | 19 février 2013   | Première Chambre               |                    |                     |                               |                               |                               |                 |      |
| Pays-Bas               | 19 février 2013   | Seconde Chambre                |                    |                     |                               |                               |                               |                 |      |
| Consentement royal     |                   | -                              |                    |                     |                               |                               |                               |                 |      |
| Portugal               | 19 février 2013   | Assemblée de la République     |                    |                     |                               |                               |                               |                 |      |
| Portugal               | 19 février 2013   | Signature du président         |                    | -                   |                               |                               |                               |                 |      |
| République tchèque     | 19 février 2013   | Chambre des députés            |                    |                     |                               |                               |                               |                 |      |
| République tchèque     | 19 février 2013   | Sénat                          |                    |                     |                               |                               |                               |                 |      |
| République tchèque     | 19 février 2013   | Signature du président         |                    | -                   |                               |                               |                               |                 |      |
| Roumanie               | 19 février 2013   | Chambre des députés            |                    |                     |                               |                               |                               |                 |      |
| Roumanie               | 19 février 2013   | Sénat                          |                    |                     |                               |                               |                               |                 |      |
| Signature du président |                   | -                              |                    |                     |                               |                               |                               |                 |      |
| Royaume-Uni            | 19 février 2013   | Chambre des communes           | 12 mars 2014       | 50 %                | Approuvé                      | Approuvé                      | Approuvé                      |                 | ,    |
| Royaume-Uni            | 19 février 2013   | Chambre des lords              | 30 juillet 2013    | 50 %                | Approuvé                      | Approuvé                      | Approuvé                      | ,               |      |
| Royaume-Uni            | 19 février 2013   | Consentement royal             | 14 mai 2014        | -                   | Accordé                       | Accordé                       | Accordé                       | [ 40 ]          |      |
| Slovaquie              | 19 février 2013   | Conseil national               |                    |                     |                               |                               |                               |                 |      |
| Slovaquie              | 19 février 2013   | Signature du président         |                    | -                   |                               |                               |                               |                 |      |
| Slovénie               | 19 février 2013   | Assemblée nationale            |                    |                     |                               |                               |                               |                 |      |
| Slovénie               | 19 février 2013   | Conseil national               |                    |                     |                               |                               |                               |                 |      |
| Slovénie               | 19 février 2013   | Signature du président         |                    | -                   |                               |                               |                               |                 |      |
| Suède                  | 19 février 2013   | Riksdag                        |                    |                     |                               |                               |                               | ,!              |      |

Légende :
- États qui ont ratifié l'accord.
- États qui doivent ratifier l'accord pour qu'il entre en vigueur.
- États qui ne participent pas au brevet unitaire.